# 伴う素イデアル
抽象代数学において，環 R 上の加群 M に伴う素イデアル（英: associated prime）あるいは M の素因子とは，M の（素）部分加群の零化イデアルとして生じる R の素イデアルのタイプである．素因子全体の集合は通常 AssR(M) と書かれる．
可換環論において，素因子は可換ネーター環におけるイデアルの準素分解と結びついている．具体的には，イデアル J が準素イデアルの有限交叉として分解されているとき，これらの準素イデアルの根基は素イデアルであり，素イデアルたちのこの集合は AssR(R/J) と一致する．またイデアルの「素因子」の概念と結びついているのは，孤立素因子 (isolated prime) と非孤立あるいは埋め込まれた素因子 (embedded prime) の概念である．

## 定義
零でない R 加群 N が prime module であるとは，N の任意の非零部分加群 N′ に対して零化イデアル {\displaystyle \mathrm {Ann} _{R}(N)=\mathrm {Ann} _{R}(N')\,} となることである．prime module N に対し，{\displaystyle \mathrm {Ann} _{R}(N)\,} は R の素イデアルである．
R 加群 M に伴う素イデアル (associated prime) とは，N を M の prime submodule として AnnR(N) の形のイデアルのことである．可換環論における通常の定義は異なるが同値である：R が可換であるとき，M に伴う素イデアル P とは，M の非零元 m に対して {\displaystyle \mathrm {Ann} _{R}(m)\,} の形の素イデアル，あるいは同じことであるが，R/P が M のある部分加群に同型な素イデアルのことである．
可換環 R において，AssR(M) における（集合論的包含に関する）極小元は孤立素因子 (isolated prime) と呼ばれ，残りの素因子（すなわちある素因子を真に含むもの）は非孤立素因子 (embedded prime) と呼ばれる．
加群が coprimary であるとは，ある 0 ≠ m ∈ M に対して xm = 0 ならばある正の整数 n に対して xnM = 0 となることをいう．可換ネーター環上の零でない有限生成加群 M が coprimary であることとちょうど1つの素因子を持つことは同値である．M の部分加群 N が P-primary とは，M/N が P で coprimary なことをいう．イデアル I が P-準素イデアルであることと AssR(R/I) = {P} は同値である；したがって概念は準素イデアルの一般化である．

## 性質
これらの性質や主張のほとんどは (Lam 2001) の86ページ以降に与えられている．
- M′ ⊆ M ならば，AssR(M′) ⊆ AssR(M) である．さらに M′ が M の本質部分加群ならば，それらの素因子は一致する．
- 可換局所環に対してさえ，有限生成加群の素因子の集合が空であることはあり得る．しかしながら，イデアルについての昇鎖条件を満たす任意の環（例えば右あるいは左ネーター環）において，すべての非零加群は少なくとも一つの素因子を持つ．
- 任意の一様加群は 0 個か 1 個の素因子を持ち，一様加群は coprimary module の例である．
- 片側ネーター環に対して，直既約移入加群の同型類の集合からスペクトル Spec(R) の上への全射がある．R がアルティン環ならばこの写像は全単射になる．
- Matlis' Theorem: 可換ネーター環 R に対して，直既約移入加群の同型類からスペクトルへの写像は全単射である．さらに，それらの類の完全代表系は {\displaystyle E(R/{\mathfrak {p}})\,} で与えられる，ただし E(–) は移入包絡であり，{\displaystyle {\mathfrak {p}}\,} は R の素イデアル全体を渡る．
- 任意の環上のネーター加群 M に対して，M の素因子は有限個しか存在しない．

以下の性質は全て可換ネーター環 R に対するものである：
- すべてのイデアル J は（準素分解を通して）準素イデアルの有限交叉として表せる．これらのイデアルのそれぞれの根基は素イデアルであり，これらの素イデアルはちょうど AssR(R/J) の元たちである．とくに，イデアル J が準素イデアルであることと AssR(R/J) がちょうど1つの元を持つことは同値である．
- イデアル J を含む任意の極小素イデアル（英語版）は AssR(R/J) に入る．これらの素イデアルはちょうど孤立素因子である．
- M の素因子の集合論的和はちょうど M の零因子，つまり，mr = 0 となるある 0 ≠ m ∈ M が存在するような元 r, の全体の集合である．
- M が R 上の有限生成加群ならば，部分加群の有限昇鎖列

{\displaystyle 0=M_{0}\subset M_{1}\subset \cdots \subset M_{n-1}\subset M_{n}=M\,}
であって各商 Mi/Mi−1 がある素イデアル Pi に対して R/Pi に同型であるようなものが存在する．さらに，M のすべての素因子は素イデアル Pi の集合に現れる．（一般にはすべての素イデアル Pi が M の素因子であるわけではない．）
- S を R の積閉集合とし，f: Spec(S−1R) → Spec(R) を自然な写像とする．このとき，R 上の加群 M に対して，
{\displaystyle \operatorname {Ass} _{R}(S^{-1}M)=f(\operatorname {Ass} _{S^{-1}R}(S^{-1}M))=\operatorname {Ass} _{R}(M)\cap \{P|P\cap S=\emptyset \}}.[4]
- R 上の加群 M に対して，Ass(M) ⊆ Supp(M) である．さらに，Supp(M) の極小元の集合は Ass(M) の極小元の集合と一致する．とくに，Ass(M) が極大イデアルからなるとき，等号が成り立つ．
- R 上の加群 M が長さ有限であることと M が有限生成かつ Ass(M) が極大イデアルからなることは同値である[5]．

## 例
- R が有理整数環ならば，非自明な自由アーベル群と素冪位数の非自明なアーベル群は coprimary である．
- R が有理整数環で M が有限アーベル群ならば，M の素因子はちょうど M の位数を割り切る素数である．
- 位数 2 の群は有理整数 Z（自身の上の自由加群と考えて）の商であるが，その素因子 (2) は Z の素因子ではない．